# 顧
顧（こ）は、漢姓のひとつ。『百家姓』の93番目。

## 中国の姓
2020年の中華人民共和国の第7回全国人口調査（国勢調査）に基づく姓氏統計によると中国で88番目に多い姓であり、283.26万人がいる。一方、台湾の2018年の統計では第112位で、11,612人がいる。

### 由来
- 姒姓顧氏
  - 顧氏は陸・朱・張と並んで呉の四姓と呼ばれ、三国時代の呉以来、南方の名家であった[4][5]。『通志』の引く顧氏の姓譜によると、漢の東甌王の揺（勾践の七代後の子孫）がその子を顧余侯に封じたのがはじまりという[6]。

- 己姓顧氏
  - 『通志』によると、それとは別に北方系の顧氏もあり、夏・殷時代にあった顧国（現在の河南省濮陽市范県）に由来するという[6]。

### 著名な人物
- 顧雍 - 後漢末から三国時代の呉の武将、政治家。
- 顧譚 - 三国時代の呉の武将。顧雍の孫。
- 顧愷之 - 東晋の画家。
- 顧野王 - 南北朝時代の梁・陳の学者、『玉篇』の作者。
- 顧況 - 唐の詩人。
- 顧閎中（中国語版） - 南唐の画家。
- 顧正誼 - 明の画家。
- 顧憲成 - 明末の学者。東林党の代表的人物。
- 顧炎武 - 明末清初の思想家、学者。考証学の祖。
- 顧祖禹 - 清の学者。『読史方輿紀要』の作者。
- 顧維鈞 - 中華民国の政治家、外交官。
- 顧祝同 - 中華民国の軍人。
- 顧頡剛 - 歴史学者、民俗学者。
- 顧長衛 - 映画監督。
- 顧城（中国語版） - 詩人。
- ジョセフ・クー（顧嘉煇）- 香港の映画音楽の作曲家。
- 顧玉婷 (1995 - ) - 女子卓球選手

## 朝鮮の姓
顧（コ、朝: 고）は、朝鮮人の姓の一つである。1985年、2000年の国勢調査ではいなかったものの、2015年の国勢調査では33人がいる。

### 氏族
本貫は漢陽顧氏が5人いる。他の28人の本貫は不明である。